# Boeing 747
Боинг 747 (Англ. Boeing 747) — семейство четырёхдвигательных двухпалубных широкофюзеляжных дальнемагистральных авиалайнеров, производившихся компанией Boeing Commercial Airplanes с 1968 по 2022 год. Первый полёт был выполнен 9 февраля 1969 года. На момент своего создания Боинг 747 был самым большим, тяжёлым и вместительным пассажирским авиалайнером, оставаясь таковым в течение 36 лет, до появления A380, первый полёт которого состоялся в 2005 году. Во время операции «Соломон» 24 мая 1991 года «Боинг-747» авиакомпании El Al (борт 4X-AXD) перевёз в Израиль за один полёт 1135 пассажиров.
Боинг 747 имеет двухпалубную компоновку, при этом верхняя палуба значительно уступает по длине нижней. Размеры и своеобразный «горб» верхней палубы сделали Боинг 747 одним из наиболее узнаваемых самолётов в мире.
Существует несколько различных вариантов Боинга 747, большинство из которых может совершать перелёты большой дальности. Рекордсменом среди 747 является Боинг австралийской авиакомпании Qantas Airways, совершивший в 1989 году беспосадочный перелёт из Лондона в Сидней, преодолев тем самым 18 000 км за 20 часов 9 минут, не имея на борту ни пассажиров, ни груза.
Несмотря на высокую стоимость, благодаря высокой экономичности массовых авиаперевозок и лизинговым схемам эксплуатации это один из самых распространённых в мире широкофюзеляжных пассажирских самолётов.
Всего было выпущено 1574 самолёта Боинг 747 разных модификаций. Последний самолёт этой модели, грузовой Боинг 747-8F, заказанный компанией Atlas Air, был выпущен 6 декабря 2022 года и передан 31 января 2023 года.

## История разработки
Идея разработки Боинга 747 возникла во время бурного роста объёмов авиаперевозок в 1960-х. Боинг 707, господствовавший в то время на рынке авиаперевозок США, уже с трудом справлялся с растущим потоком пассажиров. До этого корпорация «Боинг» уже занималась разработкой тяжёлого военно-транспортного самолёта для Военно-воздушных сил США, однако тогда корпорация проиграла проекту корпорации Локхид — C-5 «Галактика». Тем не менее, наиболее преданный покупатель «Боингов» — авиакомпания Pan American — выработала требования к гигантскому пассажирскому самолёту, который должен был быть больше «707» в два раза. В 1966 году корпорация представила конфигурацию нового самолёта, получившего обозначение «747». Из первой серии в 100 самолётов «Pan Am» заказала 25.
В то время считалось, что такие гиганты вскоре будут вытеснены сверхзвуковыми самолётами. Поэтому «747» изначально разрабатывался как грузопассажирский самолёт. Со временем планировалось даже полное переоборудование всех самолётов в грузовые. Кабину экипажа поместили на верхнюю палубу специально для того, чтобы была возможность преобразовать нос самолёта в грузовую аппарель, а раз возник такой горб, то было решено продлить его для получения второй палубы.
Компания Pratt & Whitney разработала огромный турбовентиляторный двигатель с высокой степенью двухконтурности — JT9D, который первоначально использовался исключительно на «747». В целях повышения уровня безопасности и лётных качеств самолёта на «747» были установлены 4 резервные гидравлические системы и щелевые закрылки, которые позволяли использовать самолёт на взлётно-посадочных полосах стандартной длины.
На испытаниях самолёта для получения сертификата лётной годности Боинг разработал необычное учебное устройство, известное как «Фургон Уодделла» (названное так в честь лётчика-испытателя «747» Джека Уодделла), которое состояло из макета кабины, установленного на крыше грузовика. Тренажёр был предназначен для того, чтобы обучить лётчиков управлять самолётом на рулении с такого высокого положения кабины.
Заслужил прозвище «Королева небес» (англ. Queen of the Skies).

## Конструкция
Четырёхмоторный турбовентиляторный низкоплан со стреловидным крылом и однокилевым оперением.

## Производство
Ещё в 1964 году руководство Боинга приняло решение, что Рентонский авиазавод компании в штате Вашингтон, на котором велось производство моделей «707», «727» и «737», не подлежит дальнейшему расширению производственных площадей и что для строительства перспективного крупногабаритного самолёта необходимо построить новый завод. Несмотря на отсутствие железнодорожной инфраструктуры и необустроенность территории, таким местом был избран расположенный в 35 милях севернее Эверетт. Эвереттский авиазавод, самое большое по площади и объёму рабочего пространства промышленное сооружение на планете (площадью 51 га — завод, 283 га — промзона на момент запуска в эксплуатацию), был возведён силами 2800 рабочих на месте, где ими был вырублен лес и высушена водянистая болотистая почва, в суровых погодно-климатических условиях регулярного ливня весной, летом и осенью, снежного бурана зимой и грязи «по колено» круглый год. Завод обошёлся компании в 200 миллионов долларов плюс ещё 5 миллионов долларов ушло на создание железнодорожного узла и подъездных путей. Директором завода был назначен Мел Стампер, который в течение четырёх последующих лет практически жил в своём рабочем кабинете, учитывая напряжённый график работы и загрузку мощностей.
Боинг обязался доставить первый самолёт «Pan Am» к 1970 году — то есть необходимо было разработать, построить, испытать и сертифицировать самолёт меньше чем за четыре года. Работа шла очень быстро, с привлечением рабочей силы казённых авиационных заводов ВВС США для снижения затрат (что было запрещено законодательно при выполнении коммерческих заказов, но военное руководство смотрело на это сквозь пальцы).
К работе были привлечены крупные авиастроительные корпорации: Aeronca (Мидлтаун, Огайо), Goodyear Aircraft (Акрон, Огайо), North American Aviation (Колумбус, Огайо) и Northrop (Хоторн, Калифорния). 
Все указанные субподрядчики для снижения стоимости производства использовали, главным образом, арендуемое промышленное оборудование и низкооплачиваемый труд персонала государственных предприятий.
Предполагалось, что рынок не нуждается более чем в 400 самолётах этого типа, однако, несмотря на критику и жёсткую конкуренцию, в 1993 году был построен тысячный самолёт. Лишь в первом десятилетии XXI века объём продаж «747» начал падать. Колоссальная прибыль от реализации «747» окупила все затраты.
Последний пассажирский Боинг-747-400 был поставлен заказчику (тайваньской авиакомпании China Airlines) в апреле 2005 года. Позднее выпускались, в основном, грузовые самолёты модели «747-8», заказчиком пассажирских «747-8» являлись Люфтганза, Air China, Korean Air.
Последний заказ на пассажирский вариант самолёта был сделан в 2017 году для президента США, на 2020 г. у компании 15 заказов на Боинг 747.
В июле 2020 Блумберг со ссылкой на источники сообщил, что «Боинг» больше не будет выпускать самолёты Боинг 747 — компания приняла решение о завершении производства, последний Боинг 747-8 будет собран на заводе в Сиэтле «примерно через два года» (по данным аналитиков, Боинг 747 практически разоряет корпорацию — она теряет по 40 миллионов долларов на каждом из выпущенных самолётов данной модели).

## Эксплуатация
Изначально крупные авиакомпании относились к новому самолёту несколько скептически. В это же время корпорации «МакДоннелл-Дуглас» (позже поглощённая «Боингом») и «Локхид» разрабатывали трёхмоторные широкофюзеляжные самолёты гораздо меньших размеров по сравнению с «747». Многие авиакомпании считали, что «747» не оправдает себя на дальнемагистральных маршрутах и будет не так экономичен, как трёхмоторные «МакДоннелл-Дуглас DC-10» и «Локхид L-1011». Кроме того, вызывал опасения тот факт, что из-за своих размеров «747» может не соответствовать инфраструктурам аэропортов (в настоящее время с подобными проблемами сталкивается Airbus A380).
Беспокойство авиаперевозчиков вызвал высокий (по сравнению с трёхмоторными самолётами) расход топлива. Многие[кто?] авиакомпании сразу же объявили о своём нежелании приобретать Боинги 747 из-за угрозы резкого увеличения цен на билеты.
Беспокойства авиаперевозчиков оправдались. Топливный кризис 1970-х годов вызвал стремительный рост цен на нефть и сокращение объёмов авиаперевозок. Авиакомпании столкнулись с проблемой нерентабельности Боинга 747: из-за высоких цен на билеты самолёты летали полупустыми. Авиакомпания American Airlines устанавливала вместо кресел пианино и барные стойки с целью привлечения пассажиров, но и этих мер оказалось недостаточно. В дальнейшем[когда?] компания переоборудовала все самолёты в грузовые, затем продала. Через некоторое время[когда?] Continental Airlines поступила со своими самолётами так же.
Позднее новые McDonnell Douglas DC-10, Lockheed L-1011 TriStar, а позже Airbus A300 и Боинг 767 захватили большую часть рынка широкофюзеляжных самолётов. Многие авиаперевозчики с выходом новых самолётов почти сразу отказались от «747» в их пользу. Среди них: Air Canada, Aer Lingus, SAS, TAP Portugal и Olympic Airways.
Число эксплуатируемых самолётов «747» постепенно сокращается за счёт появления на рынке моделей «777», «787» и Airbus A350.
«747» всё так же[когда?] используют на самых протяжённых трансконтинентальных линиях[где?].Многие авиакомпании продолжают использовать Боинг 747 на особо загруженных маршрутах, в Азии «747» часто[когда?] используется на средних и даже ближних маршрутах, особенно в Японии.
Самый большой флот «747» принадлежал японской национальной авиакомпании Japan Airlines — 73 самолёта; в настоящее время[когда?] все самолёты списаны, последний полёт 747-го этой авиакомпании состоялся 11 марта 2011 года. British Airways обладает крупнейшим флотом модификации 747-400, включающим 48 самолётов.

### в России
- Авиакомпания Трансаэро была первым эксплуатантом пассажирских «Боингов 747» в России[12]. На данный момент[когда?] эти машины используются авиакомпанией «Россия», которые получила их от вышеупомянутой авиакомпании.[источник не указан 50 дней]
- Грузовые модификации «Боинга 747» составляют[когда?] основу флота крупнейшего[источник не указан 50 дней] российского грузового авиаперевозчика AirBridgeCargo[13].
- Девять самолётов «Боинг 747-400», ранее эксплуатировавшихся Трансаэро, сейчас[когда?] летают в объединённой авиакомпании «Россия»; эксплуатация продолжится до конца 2025 года[14].
- В сентябре 2016 года новая российская авиакомпания «Sky Gates Airlines», специализирующаяся на грузовых перевозках, получила сертификат эксплуатанта и приступила к полётам на Боинге 747-400F.[источник не указан 50 дней]

## Модификации

### Пассажирские модификации
После создания модификации 747-400 рассматривалось множество вариантов усовершенствования самолёта, однако утверждён был лишь проект 747-8, в 2005 году.
Программа 747-X была запущена в ответ на европейскую программу корпорации Airbus A3XX. Этот проект подразумевал создание самолётов Боинг 747-500X и Боинг 747-600X вместимостью до 800 пассажиров. Корпорации General Electric и Pratt & Whitney создали совместное предприятие для производства двигателей GP7200, специально для увеличенного «747». Однако большинство авиаперевозчиков предпочло разработку принципиально нового самолёта модернизации старого, и после нескольких месяцев проект был закрыт.
После официального старта программы А380 в 2000 году Боинг вновь было взялся за 747-Х, но позже отказался от него в пользу проекта «Sonic Cruiser» — проект субзвукового пассажирского самолёта. Потом проект законсервировали и принялись за разработку Боинга 787 (изначально — 7Е7). Впрочем, некоторые идеи, разработанные в ходе проекта 747-Х, нашли применение в самолёте Боинг 747-400ER.
В начале 2004 года Боинг опубликовал планы создания «Продвинутого» самолёта 747 («Advanced»). Этот самолёт представляет собой удлинённый Боинг 747-400. На новом самолёте планировалось использовать совершенно новую авионику — схожую с авионикой Боинга 787. 14 ноября 2005 года Боинг заявил о начале проекта, и самолёту было присвоено обозначение Боинг 747-8. Авиакомпании заказали 109 самолётов (37 пассажирских, 76 грузовых). Из пассажирских перевозчиков интерес к 747-8 проявила Люфтганза (20 машин), Korean Air (5 машин), американская Boeing Business Jet (8 машин) и российская Трансаэро (4 машины). Заказы на грузовые модификации разместили 8 авиакомпаний, среди которых — Dubai Aerospace Enterprise (15 самолётов), Nippon Cargo Airlines (14 самолётов), Cargolux (13 самолётов), а также российская Волга-Днепр (5 самолётов).

#### 747-100
Боинг 747-100 был первой моделью из серии «747» и вскоре после своего появления получил прозвище Толстяк (Джамбо,Jumbo). Всего в разных подвариантах было построено 250 самолётов этой модификации, из них 167 самолётов представляли собой базовый вариант 747-100, 45 — SP, 29 — SR и 9 — 100B. Последний Боинг 747-100 принадлежал к модификации 100SR, был построен для Japan Airlines и был поставлен в сентябре 1986 года.
Основной вариант — 747-100. Первый Боинг 747 под официальным обозначением Боинг 747-100 был построен 2 сентября 1968 года. Первый полёт состоялся 9 февраля 1969 года. 1 января 1970 года принадлежавшим Pan American World Airways самолётом был выполнен первый коммерческий рейс. Первой европейской авиакомпанией, которая приобрела Боинг 747-100, была Люфтганза, которая получила в общей сложности три самолёта этой модели. Базовый вариант имел дальность полёта 7200 км. На самых первых самолётах на верхней палубе располагалось помещение для отдыха с тремя иллюминаторами. Несколько позже, когда авиакомпании стали использовать верхнюю палубу для пассажиров первого и бизнес-класса, палуба была окончательно переоборудована в пассажирский салон, рассчитанный на 60 пассажиров. Последний экземпляр базового варианта Боинг 747-100 был поставлен авиакомпании Pan American World Airways 2 июля 1976 года. Некоторые самолёты серии 747-100 были переоборудованы в грузовые 747-100(SF).
Боинг 747SR (англ. Short Range — малая дальность). SR-версия Боинга 747-100 является самолётом для авиалиний малой протяжённости. Боинг 747SR был разработан как ближнемагистральная модификация 747-100. У этого самолёта меньший запас топлива, зато пассажировместимость достигла 500 человек, а позже — 550. У 747SR, кроме того, усовершенствована конструкция фюзеляжа. Позже модификация SR появилась и у Боинга 747-300. Боинг 747SR использовались в основном только на внутренних японских линиях. Три самолёта Боинг 747-100SR были поставлены Japan Airlines с удлинённой верхней палубой. Позже эта модификация получила наименование 747SUD (англ. stretched upper deck). Один из самолётов, некогда летавших в Japan Airlines, ранее использовался НАСА в качестве носителя для космического челнока.
Боинг 747-100B отличался от своих предшественников усовершенствованной системой управления и шасси. Первым заказчиком Боинга 747-100B стала авиакомпания Iran Air, получившая первый экземпляр 2 августа 1979 года. Остальные восемь экземпляров были проданы Saudi Arabian Airlines.

#### 747SP
Модификация Боинга 747SP (англ. Special Perfomance) была разработана в 1976 году. Этот самолёт был создан для того, чтобы составить серьёзную конкуренцию DC-10 и L-1011. Дело в том, что из-за своих размеров Боинг был часто нерентабелен на маршрутах средней загруженности и проигрывал на них «Дугласам» и «Локхидам». Разработка «Боинга 737» и «Боинга 747» отнимала у компании Боинг слишком много денег, поэтому у неё не было возможности создать принципиально новый самолёт. Вместо этого у Боинга 747 был укорочен фюзеляж и была проведена некоторая оптимизация параметров самолёта специально для маршрутов небольшой загруженности.
Помимо укороченного фюзеляжа, у 747SP увеличена площадь поверхности киля и изменена механизация крыла. 747SP брал на борт до 220 пассажиров. Максимальная дальность полёта составляла 10 500 км на крейсерской скорости 980 км/ч.
До появления Airbus A340 747SP обладал наибольшей дальностью полёта среди пассажирских самолётов и пользовался популярностью у компаний, занимавшихся трансокеанскими перевозками — American Airlines, Qantas и Pan American. Несмотря на свои технические преимущества, 747SP не стал так популярен, как надеялся производитель. Было построено всего 45 самолётов этой модификации вместо планируемых двухсот. Большинство из них порезано, но некоторые по-прежнему эксплуатируются в основном в странах Ближнего Востока. Один самолёт был позднее переоборудован под летающую астрономическую лабораторию — СОДИА Стратосферная Обсерватория для Инфракрасной Астрономии (Stratospheric Observatory for Infrared Astronomy). На нём расположен телескоп диаметром 2,5 метра.

#### 747-200
Представленный в 1971 году и позже совершенствовавшийся Боинг 747-200 имел более мощные двигатели и увеличенную взлётную массу, что позволяло увеличить дальность полёта. Первые 747-200 на верхней палубе имели 3 иллюминатора, но позже Боинг окончательно отказался от такой схемы и новые пассажирские самолёты имели десять иллюминаторов на верхней палубе. У последней модификации (вариант 747-200B с мощными двигателями), выпускаемой с 1980-х, дальность полёта доведена до 10 800 км. На основе планёра Боинг 747-200 были построены модификации для ВВС США : 3 ВКП E-4A и 1 E-4B и 2 самолёта VC-25A для перевозки президентов США.
Пассажирская версия маркировалась Боинг 747-200B. 747-200F — исключительно грузовой самолёт, тогда как 747-200C был способен перевозить либо груз, либо пассажиров. Модификация 747-200M Combi могла перевозить пассажиров и грузы одновременно (соотношение меняется перестановкой переборок).
Как и 747-100, многие пассажирские самолёты 747-200 были позже переоборудованы в грузовые.

#### 747-300
Боинг 747-300 изначально задумывался как трёхмоторная версия Боинга 747SP, однако от этого плана быстро отказались из-за малого спроса на такую модель на рынке.
Обозначение 747-300 было присвоено новому самолёту, появившемуся в 1980 году. На этом самолёте была значительно увеличена верхняя палуба, что увеличило пассажировместимость. На основе 747-300 были созданы варианты 747-300M (грузопассажирский) и 747-300SR (ближнемагистральный). Отличительной особенностью нового самолёта стала прямая лестница, соединяющая верхнюю и нижнюю палубы. На более ранних самолётах устанавливалась спиральная. Максимальная дальность полёта составила 12 400 км.
Среди авиакомпаний, эксплуатирующих значительное количество самолётов Боинг 747-300 — Saudi Arabian Airlines, Pakistan International Airlines.

#### 747-400
Боинг 747-400 является самой популярной моделью из серии. У этого самолёта добавлены вертикальные законцовки на крылья (однако их нет на самолётах Японских Авиалиний, осуществляющих внутренние перевозки по Японии). Кабина экипажа была усовершенствована новой авионикой, в связи с чем отпадала необходимость в бортинженере. Были установлены дополнительные хвостовые топливные баки, усовершенствованные двигатели. Кроме того, самолёт отличает повышенная степень комфортности. В эксплуатацию 747-400 поступил в 1989 году в компании Northwest Airlines.
Боинг 747-400 на 25 % экономичнее 747-300 и в два раза тише. Разработаны варианты 747-400M (грузопассажирский), 747-400F и 747-400SF (грузовые). Специально разработанный для внутренних линий Японии самолёт 747-400D удерживал мировой рекорд по пассажировместимости до 2005 года, вмещая до 594 человек. Затем его сменил Airbus A380, который в одноклассовой конфигурации вмещает 853 пассажира
Модификация 747-400ER — самолёт с увеличенной дальностью полёта.

#### 747-8
Удлинённая на 5,5 метра транспортная версия 747-400, максимальная взлётная масса (442 тонны) на 16 % больше оригинала (но на 118 тонн меньше, чем у А380-800).
Первый испытательный полёт нового самолёта состоялся 8 февраля 2010 года с аэродрома Пейн-Филд (Эверетт, штат Вашингтон), с годичным отставанием от графика.
Первым эксплуатантом грузового 747-8 стала авиакомпания «Карголюкс», которая получила 13 октября 2011 года первый самолёт, первым коммерческим обладателем пассажирской версии 25 апреля 2012 года стала «Люфтганза» (первый частный самолёт был поставлен в феврале). На ноябрь 2015 года был заказан 121 экземпляр Боинга 747-8 (42 пассажирских, 70 грузовых и 9 ВИП версий).
Салон пассажирского лайнера «Боинг 747-8 Интерконтиненталь», представленного в феврале 2011 года, способен вместить 467 авиапассажиров. При этом, как сообщается в релизе компании, новая модель Боинга экономичней предыдущей модели.

### Боинг 747 LCF «Dreamlifter»
В октябре 2003 года Боинг объявил, что ввиду значительной продолжительности морской перевозки транспортировка деталей Боинга 787 к месту окончательной сборки будет осуществляться по воздуху. Для этих целей планируется конвертировать Боинг 747-400 в грузовой самолёт с «открывающимся» фюзеляжем по типу Airbus Beluga для перевозки отдельных частей крыла и фюзеляжа. Модернизацию планируется провести на Тайване. Боинг уже выкупил два самолёта авиакомпании Китайские Авиалинии.
Благодаря Боингу 747LCF (Large Cargo Freighter, то есть «крупногабаритное грузовое судно») доставить в США плоскости для «787», производимые в Японии, можно будет всего за один день, а не за месяц.

### Военно-транспортные модификации
Опытно-конструкторское бюро подразделения «Военные самолёты Боинга» (Boeing Military Airplanes) военного филиала Boeing Defense and Space Group по заказу ВВС США занималось проектно-изыскательскими работами по разработке военно-транспортного самолёта на базе семейства 747 вообще и модели 747-400F в частности, который бы в перспективе дополнил имеющийся парк Boeing C-17 Globemaster III и Lockheed C-141 Starlifter, составив конкуренцию самолётам Lockheed C-5 Galaxy и McDonnell Douglas MD-11. Победа в конкурсе сулила получение заказа на производство пятидесяти машин для ВВС. О предстоящем конкурсе объявил во время своего визита на завод Боинга 11 ноября 1993 года помощник министра обороны США по закупкам вооружения и военной техники Джон Дейч.
По словам начальника отдела конверсионных разработок «Военные самолёты Боинга» Сэма Галагасы работы велись в направлении повышения грузоподъёмности перспективного самолёта, эскизный проект нового самолёта предусматривал увеличенный в размерах боковой грузовой люк (3,12 × 3,4 м и более) и усиленную конструкцию пола грузовой кабины для приёма на борт и переброски по воздуху многотонных грузов типа тяжёлой бронетехники и инженерной техники, а вместе с тем дополнения конструкции главным и вспомогательными бортовыми погрузочными кранами для подъёма на борт других грузов, не имеющих движителей для самостоятельного въезда на борт, — у «Боинга» уже имелось соответствующее грузоподъёмное оборудование, имеющиеся образцы были разработаны в рамках программы оснащения им резервного самолётного парка гражданской авиации для нужд Военно-транспортной авиации США, речь шла об усилении грузовой балки для подъёма более массивных грузов. В «Боинге» заявили о том, что готовы переоборудовать и представить на испытания один из имеющихся 747-400F в течение 18 месяцев.
Параллельно с этим велись работы по модификации модели 767-300F для создания на её базе ВТС средней грузоподъёмности и воздушного топливозаправщика в дополнение к тяжёлому ВТС на базе 747-400F. Тем не менее, по рекомендации органов бюджетного контроля Конгресса США командованием ВВС был избран курс на экономию бюджетных средств, предусматривавший вместо программы закупки новых ВТС более экономную программу модернизации и продления сроков эксплуатации имеющегося авиапарка C-5 «Галакси», контракт на проведение которой получила корпорация Локхид (Внимание к замку), работы над созданием ВТС на базе 747 были приостановлены.

## Военные модификации и самолёты глав государств
- VC-25A — самолёты для перевозки президента США. Два VC-25A (28000 и 29000) были построены в конце 1980-х годов на основе планёра Боинг 747-200. Носят специальную окраску. В службе управления воздушным движением им выдаётся код Борт Номер Один — тому самолёту, на борту которого находится президент. В том случае, если на борту присутствует первая леди или вице-президент США (но не сам президент), самолёту присваивается кодовое обозначение Борт Номер Один Фокстрот (Air Force One Foxtrot). В настоящее время используются президентом США для внутренних и зарубежных поездок.
- E-4B Nightwatch известные как NEACP (англ. National Emergency Airborne Command Post), произносится как «Kneecap», а с 1994 года получившие второе название NAOC (англ. National Airborne Operations Center) — воздушные командные пункты (ВКП) для президента США, министра обороны США, других членов высшего руководства на случай начала ядерной войны и разрушения наземных структур управления. Разговорное название у них в США — «самолёты Судного дня» (англ. doomsday planes). Первые 3 E-4A построены на основе планёра Боинг 747-200 на заводе Боинга в 1974—1978. В 1979 году был построен модернизированный E-4B, и в 1980 году все три E-4A были модернизированы и стали называться E-4B. В настоящее время находятся на дежурстве на базах.
- Самолёт использовался для перевозки воздушно-космического самолёта «Космический челнок» с запасных космодромов к основному месту старта на мысе Канаверал. Челнок крепится на фюзеляже сверху.
- Высокая грузоподъёмность и большие внутренние объёмы сделали «747» постоянным участником различных программ ПРО армии США. На нём был смонтирован экспериментальный химический лазер большой мощности, предназначенный для поражения баллистических ракет противника на участке разгона (проект закрыт).

## Силовые установки
- Боинг 747-100
  - 4 Pratt & Whitney JT9D-7A
- Боинг 747-200/300
  - 4 Pratt & Whitney JT9D-7R4G2
  - 4 Rolls-Royce RB211-524D4
  - 4 General Electric CF6-50E2
- Боинг 747-400
  - 4 Pratt & Whitney PW4062
  - 4 Rolls-Royce RB211-524H
  - 4 General Electric CF6-80C2B1F
- Боинг 747-8
  - 4 General Electric GEnx

На всех модификациях Боинга 747 (кроме 747-8) для возможной замены двигателей в удалённых аэропортах предусмотрена возможность доставки двигателя на внешней подвеске. Дополнительная точка крепления расположена под крылом между двигателем № 2 (ближний к фюзеляжу слева) и фюзеляжем. Таким образом, Боинг 747 может лететь с пятью закреплёнными на нём двигателями (запасной двигатель при этом не работает).

## Технические характеристики
| Характеристика                     | 747-100 (первоначальная версия)             | 747-400ER                                  | 747-8                                       |
| ---------------------------------- | ------------------------------------------- | ------------------------------------------ | ------------------------------------------- |
| Длина                              | 70,6 м                                      | 70,6 м                                     | 76,3 м                                      |
| Размах крыла                       | 59,6 м                                      | 64,4 м                                     | 68,5 м                                      |
| Ширина фюзеляжа                    | 6,5 м                                       | 6,5 м                                      | 6,5 м                                       |
| Высота                             | 19,3 м                                      | 19,4 м                                     | 19,4 м                                      |
| Площадь крыла                      | 511 м²                                      | 541 м²                                     | 554 м²                                      |
| Масса пустого самолёта             | 162,4 т                                     | 180,8 т                                    | 214,5 т                                     |
| Максимальная взлётная масса        | 340,2 т                                     | 412,8 т                                    | 442,2 т                                     |
| Максимальная скорость              | М=0,84                                      | М=0,855                                    | М=0,855                                     |
| Крейсерская скорость               | 955 км/ч                                    | 988 км/ч                                   | 988 км/ч                                    |
| Дальность с максимальной нагрузкой | 8500 км                                     | 14 205 км                                  | 14 815 км                                   |
| Запас топлива                      | 183 380 л                                   | 241 140 л                                  | 242 470 л                                   |
| Ширина салона                      | 6,1 м                                       | 6,1 м                                      | 6,1 м                                       |
| Грузовая вместимость               | 170,6 м³ (5 поддонов + 14 контейнеров LD1s) | 158,6 м³ (4 поддона + 14 контейнеров LD1s) | 275,6 м³ (8 поддонов + 16 контейнеров LD1s) |
| Вместимость (кол-во пассажиров)    | 366 (3 класса) 452 (2 класса)               | 416 (3 класса) 524 (2 класса)              | 467 (3 класса) 581 (2 класса)               |
| Силовая установка                  | 4 × Pratt & Whitney JT9D                    | 4 × General Electric CF6-80                | 4 × General Electric GEnx-2B67              |
| Тяга двигателей (4х)               | 222,4 кН (22,6 т)                           | 281,1 кН (28,68 т)                         | 296,0 кН (30,2 т)                           |
| Экипаж                             | 3                                           | 2                                          | 2                                           |

## Вечная стоянка
Довольно большое количество снятых с эксплуатации самолётов Боинг 747 установлено на вечные стоянки во многих музеях и аэропортах мира. Среди них:
- Боинг 747-100 «City of Everett», первый прототип Боинг 747 в Музее Полёта, Сиэтл
- Боинг 747-100 авиакомпании Air France, аэропорт Ле-Бурже, Франция
- Боинг 747-200 «Jumbo Hostel»[22], аэропорт Стокгольм-Арланда, Швеция
- Боинг 747-200 авиакомпании KLM, Национальный парк авиации. Нидерланды
- Боинг 747-200 авиакомпании Qantas, аэропорт Лонгрич, Австралия
- Боинг 747-200 авиакомпании South African Airways, аэропорт Йоханнесбург, ЮАР
- Боинг 747-200 авиакомпании Lufthansa, Музей техники в г. Шпайер, Германия
- Боинг 747SP авиакомпании Iran Air, Аэрокосмический музей, Тегеран, Иран
- Боинг 747-400 бывшей авиакомпании Трансаэро, Москва, аэропорт Домодедово, Российская Федерация

## Аварии и катастрофы
По состоянию на 31 октября 2020 года в общей сложности в результате катастроф и серьёзных аварий были потеряны 63 самолёта Боинг 747. Боинг 747 пытались угнать 32 раза, при этом погибли 24 человека. Всего в этих происшествиях погибли 3746 человек.
Самая крупная по числу жертв авиационная катастрофа произошла в 1977 году на острове Тенерифе в аэропорту Лос-Родеос. На взлётно-посадочной полосе столкнулись два «Боинга 747», погибли 583 человека (см. также: Крупнейшие авиакатастрофы).